# Albert Folch i Pi
Albert Folch i Pi  (Barcelona, España, 1905-Ciudad de México, México, 1993) fue un médico español hijo del escritor Rafael Folch y hermano del químico Jordi Folch i Pi y la editora Núria Folch i Pi.

## Biografía
En 1926 se licenció en medicina en la Universidad de Barcelona y después de realizar el doctorado en Madrid colaboró con August Pi i Sunyer en el Instituto de Fisiología de Barcelona, donde investigó sobre electrocardiogramas y el metabolismo de los hidratos de carbono.
En 1934 llegó a ser profesor ayudante de enfermedades de nutrición en la Universidad de Barcelona, amén de ejercer como médico y estudiar técnicas de laboratorio. También fue miembro de la Junta Directiva de la Facultad y militante de la Unión General de Trabajadores.
Durante la guerra civil española fue médico del Ejército Popular de la República y dirigió los Servicios de Investigación Biológica. Durante el conflicto investigó con el teniente coronel médico Joaquín d'Harcourt Got nuevas tècnicas en la cura oclusiva de las heridas de guerra, así como los efectos de la sulfamida en las heridas y lesiones producidas por la congelación de extremidades durante la batalla de Teruel. 
Una vez finalizada la guerra marchó a Francia, donde trabajó como profesor de fisiología y farmacología en la Universidad de Toulouse. En marzo de 1942 se dirige a México a bordo del barco Nyassa. En México fue profesor de farmacología en el Instituto Politécnico Nacional, donde ejerció como catedrático de 1945 a 1988, y además trabajó en los laboratorios IQFA. Por otro lado destacó como traductor de obras de medicina al castellano, sobre todo del inglés. En este ámbito dirigió el departamento de publicaciones sobre medicina de la Editorial Interamericana de México.